# 宫泽艾玛
宫泽艾玛（1988年11月23日—）是一名日本女艺人。原艺名为拉弗勒尔·宫泽艾玛。

## 履历
宫泽艾玛的外祖父是日本前首相宫泽喜一。她的母亲宫泽启子是宫泽喜一长女，珠宝进口贩商的代表董事；父亲是前美國駐日代理大使及前美國在台協會副處長羅思德。她还有一名比她大5岁的姐姐宮澤沙羅。
因为父亲工作的缘故，宫泽艾玛从幼儿园开始到长大一直在美国生活。在回到日本后，她从森村学园初等部、圣心国际学校毕业，进入美国加利福尼亚州西方学院攻读宗教学，大三时曾在剑桥大学留学。
宫泽艾玛从小就喜欢歌唱与表演，为了成为歌手而接受了持续10年以上的声乐训练，但大学入学后放下了这些爱好。在剑桥留学期间，由于在大乐团中担任了主唱，与音乐接触的机会变多，以后从事表现自我的职业的想法便重新变得强烈了起来。西方学院毕业后，宫泽艾玛于2012年春进入了演艺界。她的电视首秀是《Nep League》。